# Phyllonorycter ginnalae
Phyllonorycter ginnalae là một loài bướm đêm thuộc họ Gracillariidae. Nó được tìm thấy ở vùng Viễn Đông Nga và Nhật Bản (Honshū).
Ấu trùng ăn Acer species, bao gồm Acer ginnala. Chúng có thể ăn lá nơi chúng làm tổ.